# Ybycuí
Ybycuí é uma cidade do Paraguai, Departamento Paraguarí. Possui uma população de 22.985 habitantes. Sua economia é baseada na pecuária e silvicultura.

## Turismo

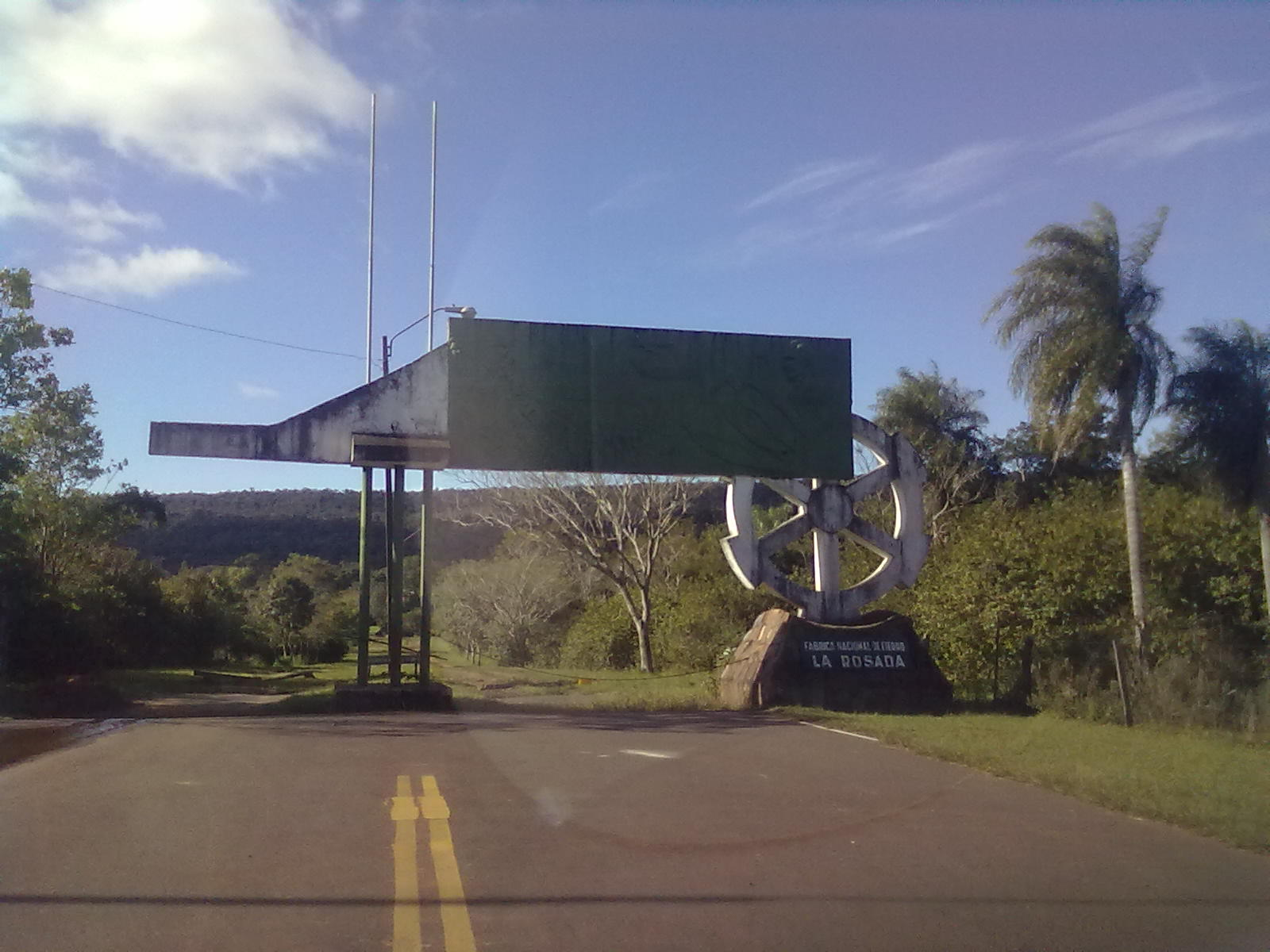
Entrada da siderúrgica Minas Cue

Em Ybycuí esta a antiga Siderurgica de Minas Cue, conhecida como La Rosada, que operava em tempos de Carlos Antonio López, que fabricava peças e ferramentas de guerra, bem como peças para embarcações marítimas da frota paraguaia. Ele trabalhou por 18 anos, de 1850 até 1868, quando foi destruída pelas tropas brasileiras e uruguaias durante o [War [da Tríplice Aliança]].
As ruínas pode ser visto hoje na zona histórica foram reconstruídas em sua totalidade sobre os planos e fundamento original. Ela também tem um Museu do ferro.
Durante a Guerra da Tríplice Aliança na fundição de Minas Cue produzia ferramentas, balas, armas, mas as tropas aliadas tomou e destruiu-a. Agora La Rosada tem um museu exibindo as ferramentas utilizadas para a fundição de ferro, bem como armas fabricadas lá.
La Rosada está dentro do Parque Nacional Ybycuí. Ybycuí Parque Nacional é parte dos recursos naturais do Paraguai, a ser composta de morros e encostas atravessado por inúmeros córregos e intermitente permanente, que estão em seu caminho belas cachoeiras, cascatas e piscinas naturais <br. />
O parque foi criado em 16 de maio de 1973, declarando uma área de 5000 hectares. 

Tem área de acampamento, vestiários para os visitantes, banheiros, etc. Aqui estão os córregos de Mina Cataratas guarani, Salto e Salto Mina Mbocaruzú, e outros lugares atraentes que a natureza oferece
Também pode ser visto em Tatacua Ybycuí, de profundidade desconhecida, além do Paso Ita.
O Cerro San Jose, também conhecido como Tatu Cerro Kua é o pico mais alto da cidade com mais de 600 metros acima do nível do mar e dá à cidade uma paisagem pitoresca também porque pode ser visto antes de entrar a cidade que os turistas gostam de suas fotografias, também a partir do topo da colina a paisagem é simplesmente fantástico e único.
A antiga casa de  Bernardino Caballero é visitado por turistas que querem conhecer um pouco da história paraguaia.
A Escola Mamoreí Farm procura sensibilizar o público para a importância de cuidar da natureza.
Também é conhecida por ser uma das cidades mais limpas na América e sua reputação de cidade do partido.
A cidade também tem muitos hotéis, chalés, hotéis país, e restaurantes.

## Transporte
O município de Ybycuí é servido pelas seguintes rodovias:
- Caminho em pavimento ligando a cidade de Mbuyapey ao município de Guarambaré  (Departamento Central)
- Caminho em terra ligando a cidade ao município de Quiindy[1][2][3]